# Lutjanus dentatus
Lutjanus dentatus es una especie de peces de la familia Lutjanidae en el orden de los Perciformes.

## Morfología
• Los machos pueden llegar alcanzar los 150 cm de longitud total y 50 kg de peso.

## Alimentación
Come peces  y crustáceos.

## Hábitat
Es un pez de mar de clima tropical y asociado a los  arrecifes de coral.

## Distribución geográfica
Se encuentra desde el Senegal hasta Angola.